# Vendetta (Les Simpson)
Pour les articles homonymes, voir Vendetta (homonymie).
Vendetta (France) ou Arrivederci Bob (Québec) (The Italian Bob) est le 8e épisode de la saison 17 de la série télévisée d'animation Les Simpson.

## Synopsis
M. Burns décide de remplacer sa vieille voiture qui est tombée en panne. Il envoie Homer Simpson en Italie récupérer sa Lamborgotti Fasterossa. Mais les Simpson ont un accident dans un petit village. Partis chercher de l'aide en ville, on les oriente vers le maire qui n'est autre que Tahiti Bob qui s'est installé là avec sa femme et leur fils. Bob promet d'aider à réparer la voiture s’ils ne révèlent pas son passé judiciaire. Mais lors d'une fête, Lisa qui a bu trop de vin révèle aux villageois que Bob est un ancien criminel. Pour se venger, Tahiti Bob, bientôt rejoint par sa femme et son fils Gino, lance une vendetta contre les Simpson. Ces derniers se réfugient au Colisée où joue Krusty et échappent de peu à la mort grâce à Krusty, qui les aide.

## Références culturelles

Le Colisée, où la famille Terwilliger a manqué de poignarder la famille Simpson, lors de la représentation de l'opéra Pagliacci